# 키리사키 유이치
《키리사키 유이치》는 《따끈따끈 베이커리》에 등장하는 등장인물으로, 투니버스판 이름은 강노일. 성우는 타치키 후미히코, 정승욱

## 소개
본작의 대표적 악역 캐릭터. 돈을 벌기 위해 그런 것이라 본인은 주장하지만 피에르는 일본 제빵 업계를 위해 일을 저지른 것이라 판단한다. 사실 그의 정체는 1화에서 아즈마 카즈마에게 빵을 만드는 데에 흥미를 갖게 해 준 친절한 아저씨였다.